# Meiji Yasuda Seimei Hoken

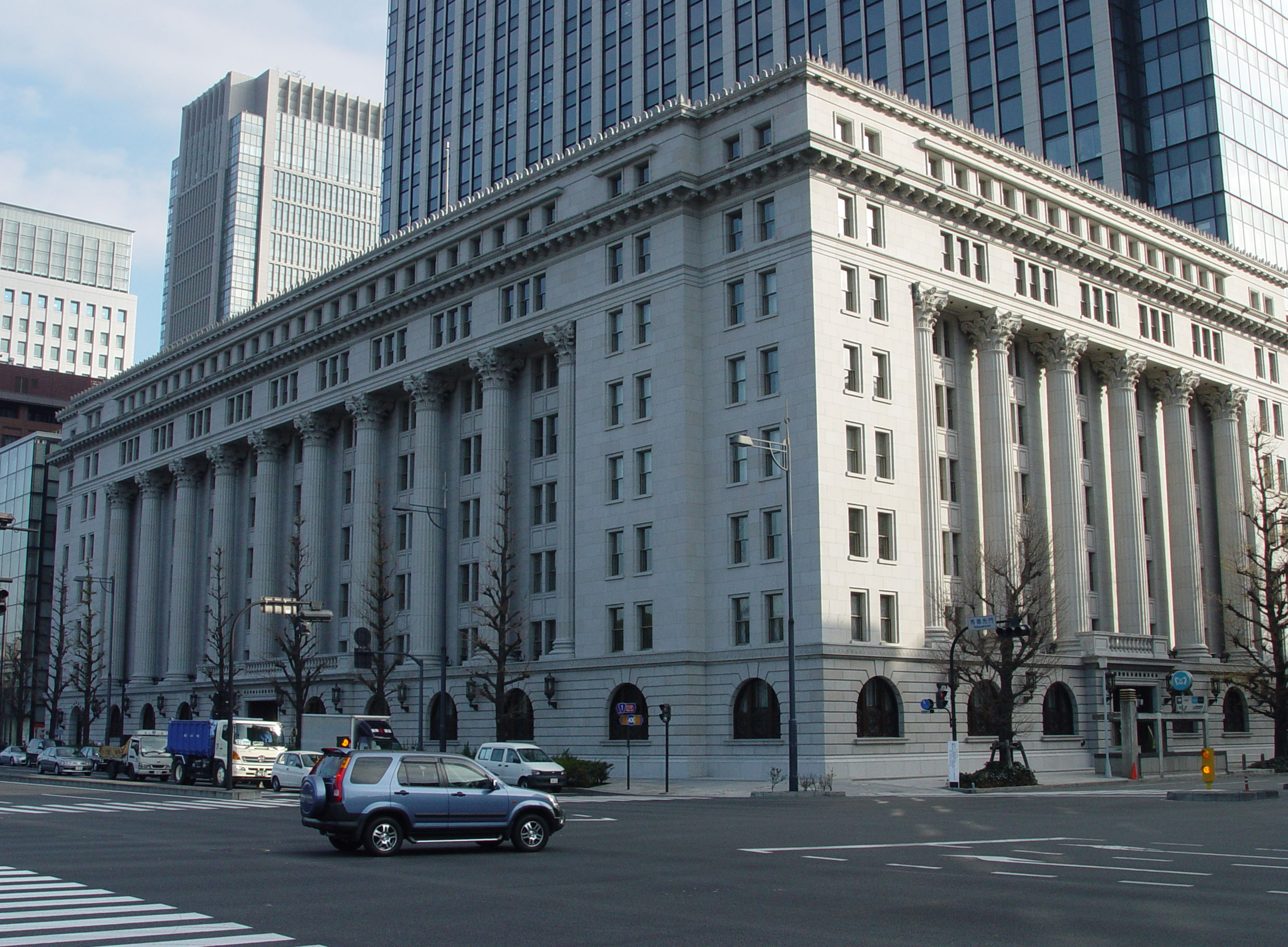
Gebäude des Hauptsitzes in Tokio

Meiji Yasuda Seimei Hoken Sōgo-gaisha (jap. 明治安田生命保険相互会社, dt. „Meiji-Yasuda Lebensversicherung“, engl. Meiji Yasuda Life Insurance Company) ist ein japanisches Unternehmen mit Firmensitz in Tokio. Das Unternehmen ist als Versicherungsunternehmen auf Lebensversicherungen konzentriert, bietet des Weiteren auch andere Versicherungsarten an. Meiji Yasuda ist Teil des Keiretsu Mitsubishi.

## Geschichte
Im Januar 1880 gründete Yasuda Zenjirō den Vorgänger der späteren Yasuda Seimei Hoken Sōgo-gaisha (安田生命保険相互会社, engl. The Yasuda Mutual Life Insurance Company). Im Juli 1881 wurde die Meiji Seimei Hoken Kabushiki kaisha (明治生命保険株式会社) von Abe Taizō, einem Schüler Fukuzawa Yukichis, gegründet.
Am 30. Juni 1947 wurde die Yasuda Seimei Hoken Sōgo-gaisha und am 9. Juli die Meiji Seimei Hoken Sōgo-gaisha (明治生命保険相互会社, engl. Meiji Life Insurance Company)  gegründet.
Am 1. Januar 2004 fusionierten beide, woraus das gegenwärtige Unternehmen hervorging.